# Guido Snel
Guido Snel (geboren 1972 in Amstelveen) ist ein niederländischer Literaturwissenschaftler und Schriftsteller.

## Leben
Guido Snel wurde mit einer Dissertation über die Autobiografie in den Literaturen Ostmitteleuropas promoviert. Er arbeitet als Dozent für Literaturwissenschaft an der Universiteit van Amsterdam. 
Snel ist Autor mehrerer Romane. Er übersetzte Werke unter anderem von Miloš Crnjanski,  Daša Drndić, Isabel Fonseca, Danilo Kiš, Miroslav Krleža, Semezdin Mehmedinović, Emir Suljagić und Aleksandar Tišma ins Niederländische. 

## Schriften
Belletristik
- Op drift. 1999
- De dichter en de dief. Roman. 2004
- Mr. Lugosi’s butler. Roman. 2008
- Naar Istanbul, een verkenning vol feit en fictie van de mooiste stad ter wereld. Reisebuch. 2014
- Huis voor het hiernamaals. Erzählungen. 2016
- De mirreberg. 2018
- Negen Steden: Europa van Wenen naar Istanbul. 2022

Literaturwissenschaft
- Fictionalized Autobiography and the Idea of Central Europe. 2003
- (Hrsg.): Alter Ego: Twenty Confronting Views on the European Experience. Amsterdam : Amsterdam University Press, 2004
- Krleža’s and Kosztolányi’s Encounters: A Diagnosis of ‘typically Danubian Idiocy’?,  Yearbook of European studies, 32, 2020